# Халме, Аапо
Аапо Халме (фин. Aapo Halme; род. 22 мая 1998, Хельсинки) — финский футболист, центральный защитник клуба ХИК.

## Клубная карьера
Профессиональную карьеру начал в клубе «Хонка». 8 июня 2014 года дебютировал в Вейккауслиге, выйдя на замену на 78-й минуте, в матче против «РоПС» (1:0).
В январе 2015 года подписал соглашение с клубом ХИК до конца сезона. Сезон 2015 провёл в резервной команде — «Клуби-04». За три года в «ХИК» Халме сыграл в 27 матчах и забил 1 гол.

### «Лидс Юнайтед»
3 января 2018 года Халме подписал четырёхлетний контракт с английским клубом «Лидс Юнайтед», за его переход было заплачено 560 тыс. евро.

### «Барнсли»
3 июля 2019 года Халме перешел в состав «Барнсли».

### ХИК
25 июля 2022 года было объявлено, что Халме вернётся в ХИК, подписав с ним контракт до конца 2024 года.

## Достижения
- Чемпион Финляндии: 2017
- Обладатель Кубка Финляндии: 2016/17